# ماركوس كوتن
ماركوس كوتن (بالإنجليزية: Marcus Cotton)‏ هو لاعب كرة قدم أمريكية أمريكي، ولد في 11 أغسطس 1966 في لوس أنجلوس في الولايات المتحدة.

## وصلات خارجية
- ماركوس كوتن على موقع كلية كرة السلة في سبورتس رفرنس.كوم (الإنجليزية)
- ماركوس كوتن على موقع مرجع كرة القدم المحترفة.كوم (الإنجليزية)